# Coccoloba cholutecensis
Espèce
Statut de conservation UICN

 CR C2a : 
En danger critique
Coccoloba cholutecensis est une espèce de plantes de la famille des Polygonaceae.

## Publication originale
- Brittonia 44(3): 361, f. 3. 1992. (28 Sept 1992)